# Ашанін Василь Якович
Василь Якович Ашанін (1908, село Большой Мелік Балашовського повіту Саратовської губернії, тепер Саратовської області, Російська Федерація — травень 1979, місто Москва) — радянський партійний діяч та діяч МДБ, секретар Запорізького обкому КП(б)У, секретар Кустанайського обкому КП Казахстану. Кандидат наук, доцент.

## Біографія
Народився в селянській родині. З травня 1919 до травня 1927 року працював у господарстві батька в селі Большой Мелік. У червні — жовтні 1927 року — завідувач хати-читальні в селі Большой Мелік Балашовського повіту Саратовської губернії.
У листопаді 1927 — листопаді 1928 року — відповідальний секретар Івановського волосного комітету комсомолу (ВЛКСМ) Балашовського повіту.
Член ВКП(б) з жовтня 1928 року.
З грудня 1928 до серпня 1930 року — в Червоній армії: рядовий окремого кавалерійського ескадрону 3-ї дивізії РСЧА в місті Термезі Узбецької СРР.
У вересні 1930 — квітні 1931 року — студент першого курсу Узбецької державної педагогічної академії в місті Самарканді.
У травні 1931 — квітні 1932 року — завідувач агітаційно-масового відділу Милославського районного комітету ВКП(б) Московської області.
У травні 1932 — вересні 1933 року — інструктор Реутовського районного комітету ВКП(б) Московської області.
У жовтні 1933 — жовтні 1935 року — секретар партійного комітету фабрики № 5 імені Чичеріна тресту «Мосвовнасукно» Реутовського району Московської області.
У листопаді 1935 — грудні 1936 року — секретар партійного комітету Саввинської фабрики Реутовського району Московської області. У грудні 1936 — березні 1937 року — завідувач відділу кадрів Саввинської фабрики Реутовського району Московської області.
З березня 1937 року — інструктор Реутовського районного комітету ВКП(б) Московської області. У 1937—1939 роках — уповноважений Мособлміськліту по Реутовському районі. З 1939 до серпня 1940 року — завідувач організаційно-інструкторського відділу Реутовського районного комітету ВКП(б) Московської області.
У серпні 1940 — березні 1941 року — завідувач спеціального відділу, начальник штабу МППО Балашихинської нафтобази Московської області.
У березні 1941 — серпні 1944 року — завідувач організаційно-інструкторського відділу Ошського обласного комітету КП(б) Киргизії.
У 1944 році закінчив заочно Ростовський державний університет.
У серпні 1944 — 1947 року — відповідальний організатор організаційно-інструкторського відділу ЦК КП(б) України в Києві.
У 1947 (затв. у травні 1948) — листопаді 1948 року — інспектор Управління із перевірки партійних органів ЦК КП(б)У. У листопаді 1948 — січні 1949 року — інспектор ЦК КП(б)У.
У 1948 році закінчив заочно Вищу партійну школу при ЦК ВКП(б).
У січні 1949 — березні 1951 року — секретар Запорізького обласного комітету КП(б)У.
З 28 березня до 30 листопада 1951 року навчався в аспірантурі Академії суспільних наук при ЦК ВКП(б).
30 листопада 1951 року скерований на роботу в органи державної безпеки (МДБ СРСР). З 15 січня до 1 березня 1952 року — в.о. заступника начальника 4-го управління 1-го головного управління МДБ СРСР. З 1 березня до квітня 1952 року — заступник начальника 4-го управління 1-го головного управління МДБ СРСР.
У квітні 1952 — березні 1953 року — секретар партійного комітету 1-го головного управління МДБ СРСР. У березні — червні 1953 року — секретар партійного комітету 2-го головного управління МВС СРСР. Звільнений 25 червня 1953 року в зв'язку з переходом до аспірантури Академії суспільних наук при ЦК КПРС, де навчався до вересня 1954 року.
У вересні 1954 — вересні 1956 року — секретар Кустанайського обласного комітету КП Казахстану.
У грудні 1956 — жовтні 1959 року — молодший науковий співробітник Інституту історії Академії наук СРСР. У жовтні 1959 — січні 1962 року — заступник завідувача кафедри Вищої партійної школи при ЦК КПРС. У січні 1962 — жовтні 1965 року — старший викладач кафедри партійного будівництва Вищої партійної школи при ЦК КПРС. У листопаді 1965 — травні 1979 року — доцент кафедри партійного будівництва Вищої партійної школи при ЦК КПРС.
Помер у травні 1979 року в місті Москві.

## Звання
- підполковник

## Нагороди
- п'ять медалей